# Gwalon
Gwalon (zm. 23 lutego 1116) – biskup Beauvais (bellowaceński) w latach ok. 1101–1104, następnie biskup Paryża. Legat papieski przybyły na ziemie polskie z polecenia papieża Paschalisa II ok. 1103.
Miał on przeprowadzić reformę Kościoła polskiego w duchu gregoriańskim. Po przybyciu nad Wisłę zwołał on synod, podczas którego deponował dwóch polskich biskupów. Powody ich odwołania nie są sprecyzowane w źródłach. Przywiózł także do Polski zbiór prawa kanonicznego, zwanego Collectio trium partium.
W późniejszych latach uczestniczył w synodzie w Châlons w 1115.
Niekiedy błędnie podaje się, że Paschalis II mianował go kardynałem. Twierdzenie to opiera się wyłącznie na wpisie Dominus Gualo Cardinalis w nekrologu opactwa św. Wiktora w Paryżu, który to wpis w rzeczywistości odnosi się do żyjącego sto lat później kardynała Guala Bicchieri.